# Chè đậu trắng
Chè đậu trắng là một món chè đậu truyền thống của Việt Nam, có nguồn gốc từ vùng Nam Bộ. Chén chè có vị ngọt dịu với đậu mắt đen, quyện lẫn nếp dẻo và sữa dừa.
Ở miền Tây, thường thấy chén chè đậu trắng được để trên bàn thờ tổ tiên, ông bà vào một trong những ngày lễ rất quan trọng trong năm đó là Rằm tháng Bảy hay còn gọi là Tết Trung Nguyên.

## Nguyên liệu
- Đậu mắt đen
- Gạo nếp
- Sữa dừa
- Bột năng
- Muối, đường cát